# Michael Frayn
Michael Frayn, FRSL, (* 8. September 1933 in London, England) ist ein britischer Schriftsteller.

## Leben
Während des Wehrdienstes bei der Armee wurde Frayn zum militärischen Dolmetscher in der russischen Sprache ausgebildet. 1954 begann er sein Französisch- und Russisch-Studium am  Emmanuel College an der Universität Cambridge, wechselte aber nach einem Jahr zur Philosophie (Moral Sciences). Nach dem Abschluss 1957 war er Reporter und Kolumnist für den Manchester Guardian (1957–62) und den Observer (1962–68). Seither ist er als freier Schriftsteller tätig. Er ist ein erfolgreicher Dramatiker und Romanautor.

## Wirken
Frayn schrieb unter anderem die Farce Noises off (1982), die 1992 mit Michael Caine und Christopher Reeve unter der Regie von Peter Bogdanovich verfilmt wurde. 1998 erschien Kopenhagen, ein Stück über ein Gespräch zwischen den beiden Atomphysikern Niels Bohr und Werner Heisenberg. Kopenhagen wurde ein großer internationaler Erfolg, erhielt unter anderem den Tony Award und den Prix Molière und löste über die Theaterkreise hinaus eine historische Debatte über Heisenbergs Rolle im Nuklearprogramm des Dritten Reichs, dem so genannten Uranprojekt, aus.
2003 folgte mit Demokratie ein Stück über Willy Brandt und die Guillaume-Affäre, für das Frayn nach Kopenhagen erneut mit dem Evening-Standard-Preis und dem Critics Circle Award ausgezeichnet wurde. Die deutsche Erstaufführung fand am 6. Mai 2004 im Berliner Renaissance-Theater statt.
Sein jüngstes Werk Afterline hatte 2008 im Londoner Nationaltheater Premiere. Das Stück über den Theaterregisseur und Schauspieler Max Reinhardt erfuhr am 18. März 2010 unter dem Titel Reinhardt im Alten Schauspielhaus Stuttgart seine deutsche Erstaufführung.
Bekannt ist Michael Frayn darüber hinaus für seine Tschechow-Übersetzungen ins Englische. Michael Frayn ist in zweiter Ehe mit der englischen Literaturkritikerin Claire Tomalin verheiratet.

## Ehrungen (Auswahl)
- Somerset Maugham Award (1966), für The Tin Men
- Hawthornden-Preis (1967), für The Russian Interpreter
- Bundesverdienstkreuz 1. Klasse (4. Oktober 2004)[3], für seine Aufarbeitung bedeutender Ereignisse der deutschen Zeitgeschichte innerhalb seines Œuvres
- Mitglied der American Academy of Arts and Sciences[4]
- Ehrenmitglied der British Academy (2019)[5]

## Werke

### Romane
- 1965 The Tin Men.
  - Blechkumpel. dt. von Hilde Linnert; Heyne, München 1982, ISBN 3-453-30864-6.
- 1966 The Russian Interpreter.
  - Zwei Briten in Moskau. dt. von Renate Sommer; G. B. Fischer, Frankfurt am Main 1968.
- 1968 Towards the End of the Morning.
  - Gegen Ende des Morgens. dt. von Miriam Mandelkow; Dörlemann Verlag, Zürich 2007, ISBN 3-908777-30-5.
- 1968 A Very Private Life.
- 1973 Sweet Dreams.
- 1989 The Trick of It.
  - Wie macht sie’s bloss?. dt. von Sabine Hübner; Rowohlt, Reinbek bei Hamburg 1992, ISBN 3-498-02066-8.
- 1991 A Landing on the Sun.
  - Sonnenlandung. dt. von Irmela Erckenbrecht;  Rowohlt, Reinbek bei Hamburg 1994, ISBN 3-498-02072-2.
- 1993 Now You Know.
  - Jetzt weißt du’s.  dt. von Sabine Hübner;  Rowohlt, Reinbek bei Hamburg 1994, ISBN 3-499-13434-9.
- 1999 Headlong.
  - Das verschollene Bild. dt. von Matthias Fienbork; Hanser, München, Wien 1999, ISBN 3-446-19778-8.
- 2002 Spies.
  - Das Spionagespiel. dt. von Matthias Fienbork; Hanser, München, Wien 2004, ISBN 3-446-20455-5.
- 2012 Skios.
  - Willkommen auf Skios. dt. von Anette Grube; Hanser, München, Wien, 2012, ISBN 978-3446239760.

### Bühnenstücke
(DSE = deutschsprachige Erstaufführung)
- 1970 The Two of Us (Vier Einakter: Black and Silver, Mr. Foot, Chinamen, The New Quixote)
  - Wir zwei, dt. von Ursula Fisser
- 1977 Alphabetical Order
  - Alphabetisch geordnet, dt. von Ursula Liederwald und Christian Ferber
- 1977 Donkeys’ Years
  - Alle Jubeljahre, dt. von Michael Raab, DSE: Renaissance-Theater Berlin, 2. Dezember 2006
- 1977 Clouds
  - Wolken, dt. von Ursula Lyn
- 1978 The Cherry Orchard (Tschechow-Übersetzung)
- 1980 Make or Break
  - Der Macher, dt. von Heinz Fischer und Ursula Lyn
- 1982 Noises Off
  - Der nackte Wahnsinn, dt. von Ursula Lyn
- 1983 Three Sisters (Tschechow-Übersetzung)
- 1984 Benefactors
  - Wohltäter, dt. von Ursula Lyn und Nina Adler
- 1984 Wild Honey (Tschechow-Übersetzung, Neubearbeitung von Platonow)
  - Wilder Honig, dt. von Ursula Lyn und Andreas Pegler
- 1986 The Seagull (Tschechow-Übersetzung)
- 1986 Uncle Vanya (Tschechow-Übersetzung)
- 1987 Balmoral
- 1989 First and Last
- 1990 Exchange (Trifonow-Übersetzung)
- 1990 Look Look
- 1990 Listen to This (Sketche und Monologe)
- 1990 Jamie on a Flying Visit and Birthday
- 1991 Audience
- 1993 Here
  - Hier, dt. von Ursula Lyn und Saskia Wesnigk
- 1995 La Belle Vivette (nach Jacques Offenbachs La Belle Hélène)
- 1995 Now You Know
- 1998 Alarms and Excursions: More Plays than One
  - Ping Pong, dt. von Ursula Lyn
- 1998 Copenhagen
  - Kopenhagen, dt. von Inge Greiffenhagen und Bettina von Leoprechting, DSE: Grillo-Theater Essen, 5. Juni 1999
- 2003 Democracy
  - Demokratie, dt. von Michael Raab; DSE: Renaissance-Theater Berlin Mai 2004
- 2008 Afterlife
  - Reinhardt, dt. von Michael Raab

### Drehbuch
- 1986 Clockwise – Recht so, Mr. Stimpson

### Philosophie
- 1974 Constructions
- 2006 The Human Touch: Our Part in the Creation of the Universe.

### Journalismus
- 1962 The Day of the Dog (Artikel aus The Guardian)
- 1963 The Book of Fub (Artikel aus The Guardian)
- 1964 On the Outskirts (Artikel aus The Observer)
- 1967 At Bay in Gear Street (Artikel aus The Observer)
- 1995 Speak After the Beep: Studies in the Art of Communicating with Inanimate and Semi-animate Objects (Artikel aus The Guardian)

### Sachbücher
- 2000 (mit David Burke) Celia's Secret: An Investigation.
  - Celias Geheimnis : die Kopenhagen-Papiere. dt. von Anna Leube; Hanser, München, Wien 2001. ISBN 3-446-19907-1.
- 2008 Stage Directions: Writing on Theatre, 1970–2008.